# Poule-les-Écharmeaux
Poule-les-Écharmeaux település Franciaországban, Rhône megyében. Lakosainak száma 1027 fő (2022. január 1.). Poule-les-Écharmeaux Propières, Belleroche, Chénelette, Claveisolles, Ranchal, Saint-Didier-sur-Beaujeu és Saint-Nizier-d'Azergues községekkel határos.

## Népesség
A település népességének változása:
| Lakosok száma | 1102 | 1095 | 1124 | 1102 | 1084 | 1065 | 1047 | 1036 | 1027 |
|               | 2013 | 2015 | 2016 | 2017 | 2018 | 2019 | 2020 | 2021 | 2022 |